# قسم احمدآباد مستوفي الريفي (مقاطعة اسلام شهر)
قسم احمدآباد مستوفي الريفي (بالفارسية: دهستان احمدآباد مستوفی) هي منطقة ريفية تقع في قسم في إيران. يقدر عدد سكانها بـ 14,154 نسمة .